# Gennady Igumnov

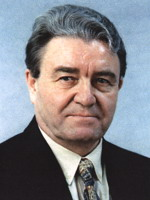

Gennady Vyacheslavovich Igumnov (Генна́дий Вячесла́вович Игу́мнов; 27 de outubro de 1936 – 20 de maio de 2021) foi um político russo e membro do Partido Comunista da União Soviética. Ele era membro do Conselho da Federação da Rússia. Ele foi governador do Oblast de Perm entre 1996 e 2000. Recebeu a Ordem do Distintivo de Honra, Ordem "Pelo Mérito da Pátria", classes II e III.
Igumnov faleceu a 20 de maio de 2021, aos 84 anos.